# Trocholina
Trocholina es un género de foraminífero bentónico de la subfamilia Involutininae, de la familia Involutinidae, del suborden Involutinina y del orden Involutinida. Su especie tipo es Involutina conica. Su rango cronoestratigráfico abarca desde el Noriense (Triásico superior) hasta el Cenomaniense (Cretácico superior).

## Clasificación
Se han descrito numerosas especies de Trocholina. Entre las especies más interesantes o más conocidas destacan:
- Trocholina conica

Un listado completo de las especies descritas en el género Trocholinapuede verse en el siguiente anexo.
En Trocholina se han considerado los siguientes subgéneros:
- Trocholina (Paratrocholina) †, aceptado como género Aulotortus
- Trocholina (Trochonella) †, aceptado como género Trocholina